# Gaius Proculeius

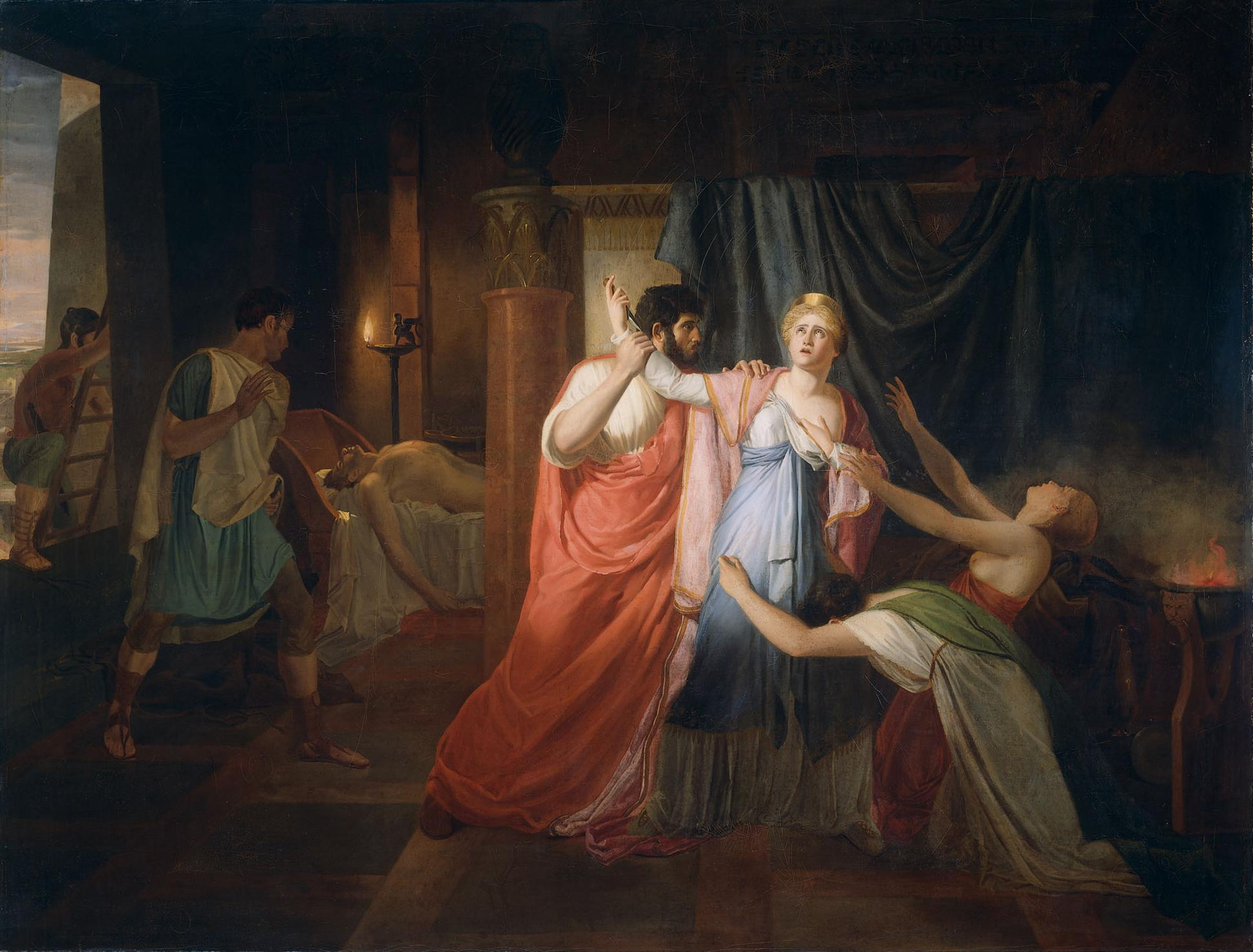
Proculeius hindert Kleopatra am Selbstmord, Gemälde von Jean-Eugène-Charles Alberti (1810)

Gaius Proculeius (* wohl vor 56 v. Chr.) war ein reicher römischer Ritter und einflussreicher Freund des Kaisers Augustus.

## Leben
Aus Münzfunden ist zu erschließen, dass Gaius Proculeius der Sohn eines Lucius Proculeius war. Der Horaz-Kommentator Porphyrio gibt an, dass er seine Brüder Scipio und Murena so liebte, dass er nach deren Verlust ihrer Güter im römischen Bürgerkrieg seine eigenen Güter mit ihnen teilte. Bei dem mit seinem Cognomen Murena genannten Bruder handelt es sich um den Konsul des Jahres 23 v. Chr., Aulus Terentius Varro Murena, der wohl eher ein Stiefbruder des Proculeius war. Außerdem hält der Historiker Rudolf Hanslik Proculeius aufgrund der Horazstelle für älter als den Konsul von 23 v. Chr., sodass er als Sohn aus der ersten Ehe der gleichen Mutter zu betrachten sei. Terentia, die Gattin von Augustus’ Freund Gaius Maecenas, war eine Stiefschwester von Proculeius.
Als Octavian (wie Augustus vor seiner Thronbesteigung genannt wird) während seines langen und wechselvollen Krieges gegen Sextus Pompeius bei einem Landungsmanöver bei Tauromenium (Sizilien) eine schwere Niederlage in einer Seeschlacht einstecken musste (36 v. Chr.), wollte er in scheinbar aussichtsloser Lage von Proculeius getötet werden. Doch zu seinem Glück verweigerte Proculeius die Erfüllung dieses Wunsches, denn es gelang Octavian schließlich, mit einem Boot an der italienischen Küste zu landen.
Da auf der Insel Kephallenia einige Münzen von Proculeius entdeckt wurden, ist davon auszugehen, dass er an der Seite Octavians die für diesen siegreiche Schlacht bei Actium (2. September 31 v. Chr.) gegen Marcus Antonius mitmachte und anschließend mit einigen Schiffen nach Kephallenia geschickt wurde. Als Octavian zur endgültigen Bezwingung seines ehemaligen Triumviratskollegen gegen Ägypten zog (30 v. Chr.), begleitete ihn Proculeius. Laut Plutarchs melodramatischer Darstellung von Antonius’ Tod riet der römische Feldherr angeblich seiner Geliebten, der ägyptischen Königin Kleopatra VII., bevor er in ihren Armen im Zimmer ihres versperrten Mausoleums nahe Alexandria verschied, von den Freunden Octavians vor allem Proculeius zu vertrauen. Kurz nach Antonius’ Tod (1. August 30 v. Chr.) erschien Proculeius im Auftrag Octavians vor dem Grabmal, um die Königin nach Möglichkeit lebend in die Hand zu bekommen. Octavian hatte nämlich Angst, dass Kleopatra sich mit ihren im Mausoleum angehäuften Schätzen verbrennen könnte und beabsichtigte angeblich auch, sie im Triumphzug mitführen. Doch Kleopatra ließ Proculeius nicht ein, sondern verhandelte mit ihm durch die verschlossene Tür, weil sie die Zusage erhalten wollte, dass ihre Kinder zukünftig in Ägypten regieren könnten. Proculeius verabschiedete sich zwar mit aufmunternden Worten, aber ohne sicheren Versprechungen, erstattete Octavian Bericht und kehrte bald mit Gaius Cornelius Gallus zurück. Während dieser an der versperrten Tür erneut mit Kleopatra verhandelte, konnte Proculeius mit zwei Dienern über eine Leiter durch ein offenes Fenster in das Mausoleum eindringen. Er überraschte die mit Cornelius Gallus durch die Tür sprechende Königin und konnte ihr den Dolch, mit dem sie sich im ersten Schrecken erstechen wollte, entwinden. So wurde Kleopatra gefangen genommen und von dem Freigelassenen Epaphroditos fortan scharf bewacht. Einige Tage später gelang es Kleopatra dennoch, ihrem Leben ein Ende zu setzen.
Zwar übte der politisch nicht ehrgeizige Proculeius nie ein öffentliches Amt aus, genoss aber weiterhin beim neuen Princeps hohe Gunst. Daher konnte er es wagen, Valerius Largus, den Ankläger des nach seiner Verurteilung 26 v. Chr. durch Selbstmord geendeten Cornelius Gallus, öffentlich zu schmähen. Ferner durfte der scharfe und zynische Prozessredner Cassius Severus das Haus von Proculeius nicht betreten.
Später behauptete Kaiser Tiberius im Senat, dass Augustus seine Tochter Iulia nach dem frühen Tod ihres Gatten Marcus Claudius Marcellus (23 v. Chr.) mit Proculeius zu verheiraten erwogen habe. Sollte Augustus tatsächlich solche Pläne gehabt haben, nahm er von ihnen jedenfalls Abstand, denn er vermählte seine Tochter stattdessen mit seinem Freund und hervorragenden Admiral Marcus Vipsanius Agrippa.
Wegen eines Magenleidens verübte der zurückgezogen lebende Proculeius schließlich durch Trinken von Gipsbrei Selbstmord. Er hinterließ einen Sohn.